# Pink Champagne
《Pink Champagne》是日本女子組合E-girls的第17张单曲，於2016年8月10日由rhythm zone发售。

## 概要
- 《Pink Champagne》 是E-girls連續2個月發行、W CONCEPT SUMMER SINGLE的第二作，並以『E.G. COOL』為概念。[1][2]
- 此單曲有3個版本，分別有「CD+DVD」、「CD ONLY」和「1Coin CD」。「CD+DVD」收錄了《Pink Champagne》的Music Video。

## 選抜成员

### Pink Champagne
- 螢光粗字為主唱
  - Dream：Shizuka、Aya、Ami
  - Happiness：SAYAKA、楓、藤井夏戀、MIYUU、YURINO、川本璃、須田安娜
  - Flower：藤井萩花、重留真波、中島美央、鷲尾伶菜、坂東希、佐藤晴美
  - Rabbit：武部柚那
  - EGD：石井杏奈、山口乃乃華

- 上一首單曲《E.G. summer RIDER》的選拔成員全部入選了本次的選拔成員。Erie因已引退E-girls主唱及表演者的身份而沒有在選拔名單上。

## 收錄内容

### CD+DVD
CD
1. Pink Champagne
作詞：小竹正人 | 作曲：Dominique Rodriguez・Anne Judith Stokke Wik・Ronny Svendsen・Nemin Harambasic・Sigurd Rosnes・Courtney Woolsey・Stephen Stahl・Rie Fujioka
2. Bad Girls
作詞：michico | 作曲：T.Kura・michico | 編曲：T.Kura・Akizuki Susumu
3. 牛女・狂想曲（カウガール・ラプソディ）
作詞：小竹正人 | 作曲：Skylar Mones・Jimmy Burney・Sarah West
4. Dance Dance Dance (PKCZ® Remix)
5. Pink Champagne (Instrumental)

DVD
1. Pink Champagne（Music Clip）

### CD Only
1. Pink Champagne
2. Bad Girls
3. 牛女・狂想曲
4. Dance Dance Dance (PKCZ® Remix)
5. Pink Champagne (Instrumental)
6. Bad Girls (Instrumental)
7. 牛女・狂想曲 (Instrumental)

### 1Coin CD
1. Pink Champagne

## 外部連結
- YouTube上的Pink Champagne

1. ↑  . 2016-04-25  [2018-02-07]. （原始内容存档于2018-02-08） （日语）. 已忽略未知参数|pulisher=（建议使用|publisher=） (帮助)
2. ↑  . 2016-06-13  [2018-02-07]. （原始内容存档于2018-02-08） （日语）. 已忽略未知参数|pulisher=（建议使用|publisher=） (帮助)